# 克爾納雷山口

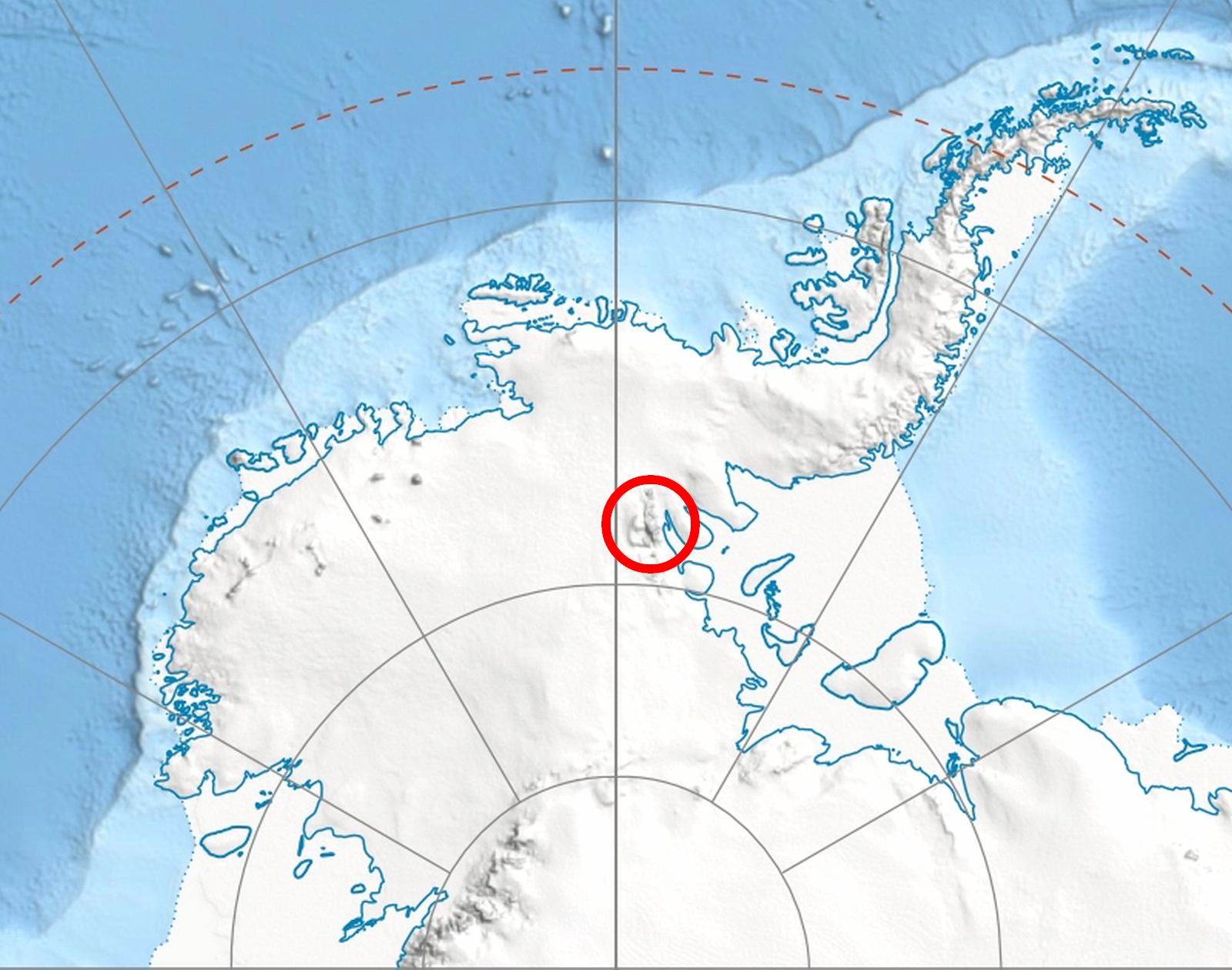

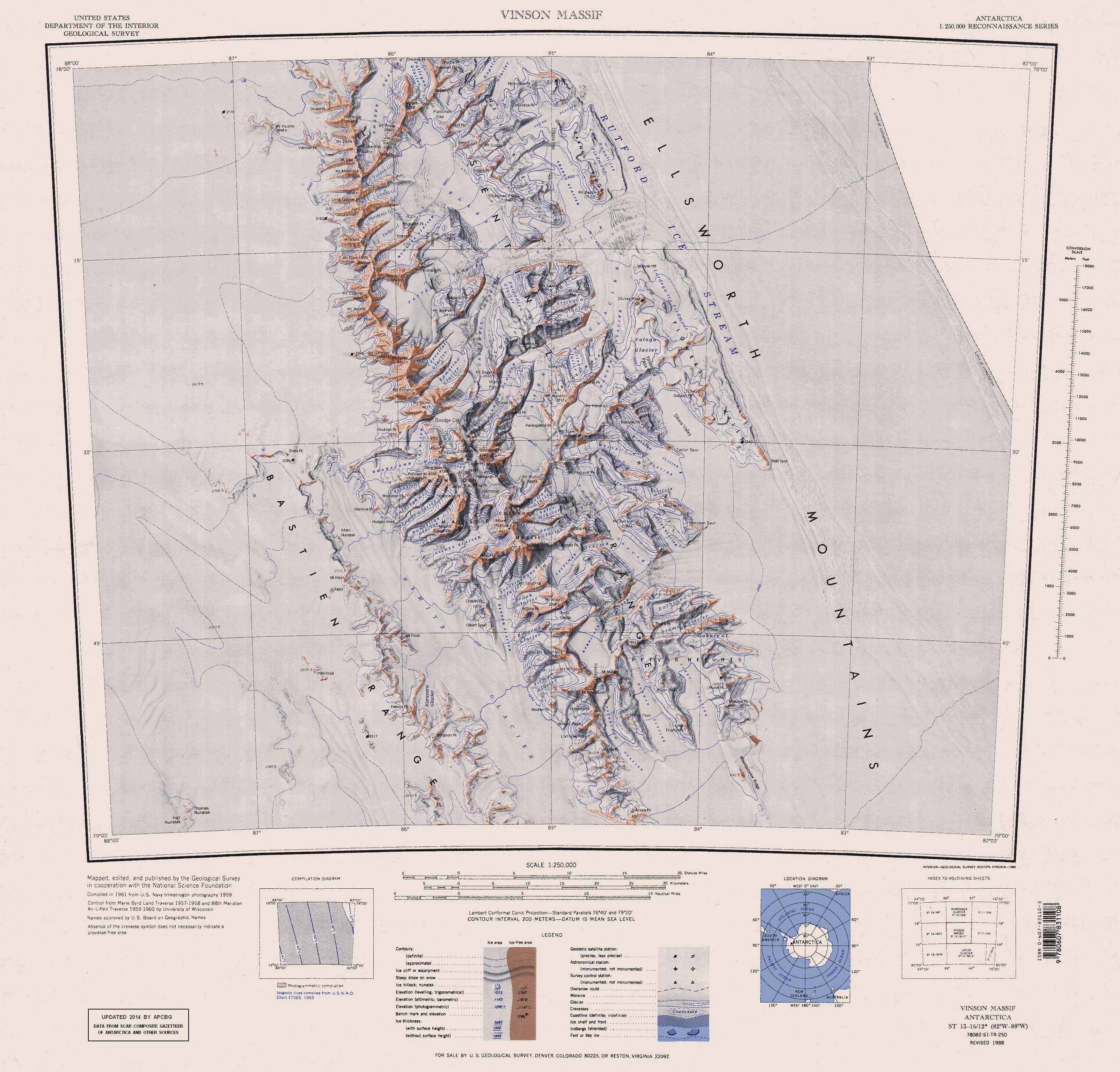

克爾納雷山口（英語：Karnare Col），是南極洲的山口，位於埃爾斯沃思地，處於克雷杜克山東南坡和斯翠賓山東北面之間，屬於埃爾斯沃思山脈中森蒂納爾嶺的一部分，海拔高度2,100米，現時由南極條約體系管理。

## 外部連結
- Karnare Col. （页面存档备份，存于） SCAR Composite Antarctic Gazetteer.
- Bulgarian Antarctic Gazetteer.（页面存档备份，存于） Antarctic Place-names Commission. (details in Bulgarian, basic data（页面存档备份，存于） in English)

78°38′50″S 85°07′32″W / 78.64722°S 85.12556°W